# Hlávkovy domy
Hlávkovy nadační domy je komplex dvou nájemních domů orientovaných do ulic Vodičkovy (736/17) a Jungmannovy (736/10), 110 00 na Nové Město, Praha 1. Byly vybudovány jako nájemní domy stavitelem Josefem Hlávkou podle návrhu Josefa Fanty. Objekt je od roku 1995 chráněn jako kulturní památka České republiky.

## Dějiny budovy

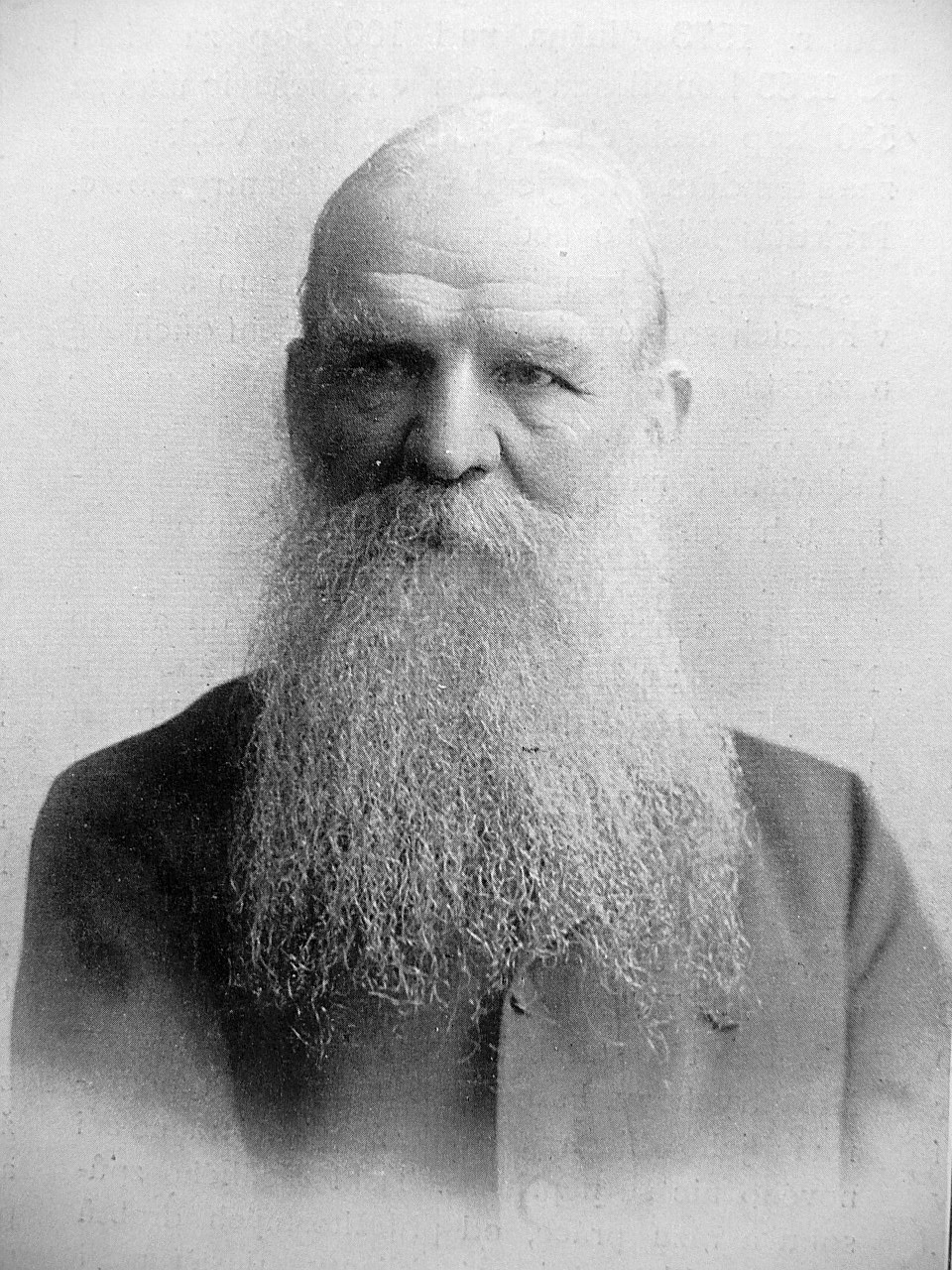
Josef Hlávka, stavitel a mecenáš

Budovy byly vystavěny v letech 1888 až 1889 podle návrhu architekta Josefa Fanty, stavbu provedlo Hlávkovo stavební podnikatelství. Nájemné od obyvatel domu bylo užito k financování Nadání Josefa, Marie a Zděnky Hlávkových, dobročinné rodinné nadace. Prostředky nadace následně šly například na podporu vzniku řady významných pražských staveb: dostavby katedrály sv. Víta, Národního muzea či Pomníku svatého Václava na Václavském náměstí.
Mezi významné obyvatele domu patřil například spisovatel Julius Zeyer či členka slavné umělecké rodiny, malířka Amálie Mánesová. V období před a během první světové války zde politik Přemysl Šámal se svými spolupracovníky organizovali politický odboj (Maffie) proti státní moci Rakouska-Uherska, který později napomohl ke vzniku samostatného Československa roku 1918.
Činnost Přemysla Šámala a dalších připomíná pamětní deska umístěná na zdi budovy ve dvoře.

## Architektura stavby
Pětipodlažní palác je vystavěn na základech původních starších domů v novorenesančním slohu navazujícím na římskou renesanci. Budova nese bohatou štukovou a sgrafitovou výzdobu, štíty obou budov ve Vodičkově a Jungmannově ulici jsou identické. Středovou částí obou domů vedou dva průjezdy do dvora.